# Nueil-sous-Faye
Nueil-sous-Faye é uma comuna francesa na região administrativa da Nova Aquitânia, no departamento de Vienne. Estende-se por uma área de 15,99 km². Em 2010 a comuna tinha 215 habitantes (densidade: 13,4 hab./km²).